# 太祖富爾佳齊大戰
「太祖富爾佳齊大戰」は、『滿洲實錄』にみえる明万暦21年1593の戦役。
建州女直の領域を支配下に収め勢力を伸長させたヌルハチ (後の清太祖) に対し、ハダ国主ベイレメンゲブルらがその勢いを削ごうと武力を恃んで圧力をかけたが、却ってフルギャチ部落をヌルハチに襲撃されたうえに敗北した。

## 背景
遡ること明万暦11年1583、ヌルハチ祖父ギョチャンガは、遼東総兵官・李成梁率いる明の官軍に従ってグレ城主アタイを征討したが、グレ城攻防戦のどさくさに紛れて明軍に掩殺された。祖父の横死を承けてヌルハチは、ギョチャンガ殺害の主犯格とされるニカン･ワイランを殺して仇を討とうと、僅かな数の兵とともに挙兵した。
諸戦を経て万暦14年1586にニカン･ワイランを討ち、翌15年1587には初の居城をフェ･アラに築成させ、同17年1589に建州五部 (スクスフ･ビラ・渾河フネヘ・哲陳ジェチェン・董鄂ドンゴ・王甲ワンギャ) を概ね支配下に置いたヌルハチは、金王朝の末裔たるフルン四部、すなわちハダ・イェヘ・ホイファ・ウラの四国に危機感を抱かせることとなった。

### イェヘの干渉
万暦19年1591、破竹の勢いで領土を拡大してきたヌルハチに対し不満を抱いたイェヘ東城主ナリムブルは、宜爾當阿イルダンガ、擺斯漢バイスハンの二人をヌルハチの許に遣して曰く、
```
烏喇・哈達・葉赫・輝發・滿洲、言語相ひ通じ、勢ひ一國に同じければ、豈に五主の分建するの理有らむ。今、所有
あらゆ
る國土、爾
なむぢ
多く我寡し。盍
なん
ぞ額爾敏・扎庫木の二地を將て、一を以て我に與えざる。
```

(同じ言葉を語る国に烏喇ウラ・哈達ハダ・葉赫イェヘ・輝發ホイファ・滿洲マンジュの五主ベイレが併立する道理のあるものか。マンジュの土地は多く、我は少なし。額爾敏エルミンかはた扎庫木ジャクムか、いづれか一つを割譲せよ。)
ヌルハチこれに答えて曰く、
```
我乃ち滿洲、爾乃ち扈倫。爾が國大きなりと雖ど、我豈に肯へて取らむ。我が國即ち廣けれど、爾豈に分を得む。且つ、土地は牛馬の比ひに非ざれば、豈に割裂し分給す可し。爾等皆な執政の臣にして、各に爾が主を諫むる能はで、奈何
いかに
か靦顏
あつかは
に來り告がむ。
```

(葉赫イェヘは部民が多いからとてそれを寄越せという理屈はない。我が領土は広大なりとてそれを他国に分かつ義理もない。土地は牛馬に非ず。政治に与る身にも拘らず、国主の戯言たはごとを諌めぬどころか、よくも厚皮に口に出せたものだ。)
そう言って使者を叱り飛ばし、逐い返した。

### 三国の干渉
ヌルハチの態度を承けて、イェヘのナリムブル、ハダのメンゲブル、ホイファのバインダリは合議の末、イェヘからは尼喀里ニカリと圖爾德トゥルデイ、ハダからは戴穆布ダイムブ、ホイファからは阿喇敏アラミンを使者として合同で派遣した。ヌルハチは酒宴を催してこれを歓迎した。イェヘからの使者トゥルデイは、主君から言伝だとして曰く、
```
爾が地を分けむと欲すも、爾與へず。爾に歸附せ令しめむと欲するも、爾又た從はず。儻
も
し兩國興兵せば、我能く爾の境に入らむ。爾安んぞ能く我が地を蹈まむや。
```

(土地割譲も従属も拒否するのなら、武力で解決するほかあるまいが、爾の兵は我が国の土地を踏むことすらできまい。)
ヌルハチはこれを聞くや怒髪天を衝き、佩刀を抜いて目の前の机を叩き切って曰く、
```
爾葉赫の諸舅、何ぞ嘗て親ら陣前に臨み、馬首を相ひ交へ、破冑し裂甲し、一大戰を經しや。昔、哈達國の孟格布祿・戴善、自ら相ひ擾亂し、故に爾等之を掩襲するを得き。何ぞ我を彼の易しき若くにや視る。况や爾の地豈に盡く關隘を設けむ。吾爾が地を蹈むを視ること人無き境に入るが如し。晝即
も
し來ずば、夜亦た往く可し。爾其れ我を奈何にかせむ。
```

(甲冑が裂け破れるような激戦を経験したこともない葉赫イェヘの我が義兄らは、哈達ハダの内訌に乗じて戴善ダイシャンを殺した時のように戦争を甘く考えている。イェヘには国境遍く関門が設けてあるわけでもあるまいし、無人の土地を踏むのと変わりはせん。)
```
昔、吾先人の故を以て明に罪を問へば、明我に喪を歸し、我に敕書馬匹を遺せき。尋いで又た我に左都督敕書を授け、已みて而も又た龍虎將軍大敕を賫し、歲に金幣を輸す。汝が父明に殺され、曾て未だ其の骸骨を收むるを得ず。徒らに我に大言を肆にするは、何の爲しや。
```

(かつて我が祖父は明軍に殺されたが、明は遺体を返した上で補償として勅書を齎した (→「明無端起釁邊陲害我祖父」参照)。かたやイェヘ兄弟の両父は明に殺されてからいまだに遺骨も戻っておらん。何をもってさような大言を吐くか。)
そう言うと、バクシ･アリンチャに書を持たせ、イェヘの両ベイレに読み聴かせるよう命じた。このことを伝え聞いたイェヘ西城主ブジャイは、アリンチャを自宅に招き、ヌルハチの書簡を読み上げせた。聴き終えたブジャイは、弟ナリムブルに読み聞かせたところで余計に刺激するだけでよいことはないと、その場でヌルハチの書簡を預かり、アリンチャを返した。

### 長白山部の離叛
時を同じくして、長白山地方の朱舍里ジュシェリ・訥殷ネイェン両部がイェヘの兵を伴ってヌルハチ所領東界の葉臣イェチェンの住まう洞ドゥン寨を掠奪した。ヌルハチは部下から報告をうけるも、掠奪を放任させた。
```
彼の之を劫するに任さば可なり。此れ我が同國の人の葉赫に遠附し、我寨を劫掠するに過ぎざるのみ。水豈に能く山を越えて流れ、火豈に能く河を踰えて燃えむや。蓋し水必ず下に流れ、火必ず上に燃ゆ。朱舍里・訥殷二路、終には當に我が有と爲るべきなり。
```

(下に流れる水は山を越えられないし、上に燃える火は河を踰えられない。我らと同じ滿洲マンジュであるジュシェリとネイェンも、遠方のイェヘと手を結ぼうとしたところで、鯔のつまりは我が手に帰すのだ。)

## 経緯

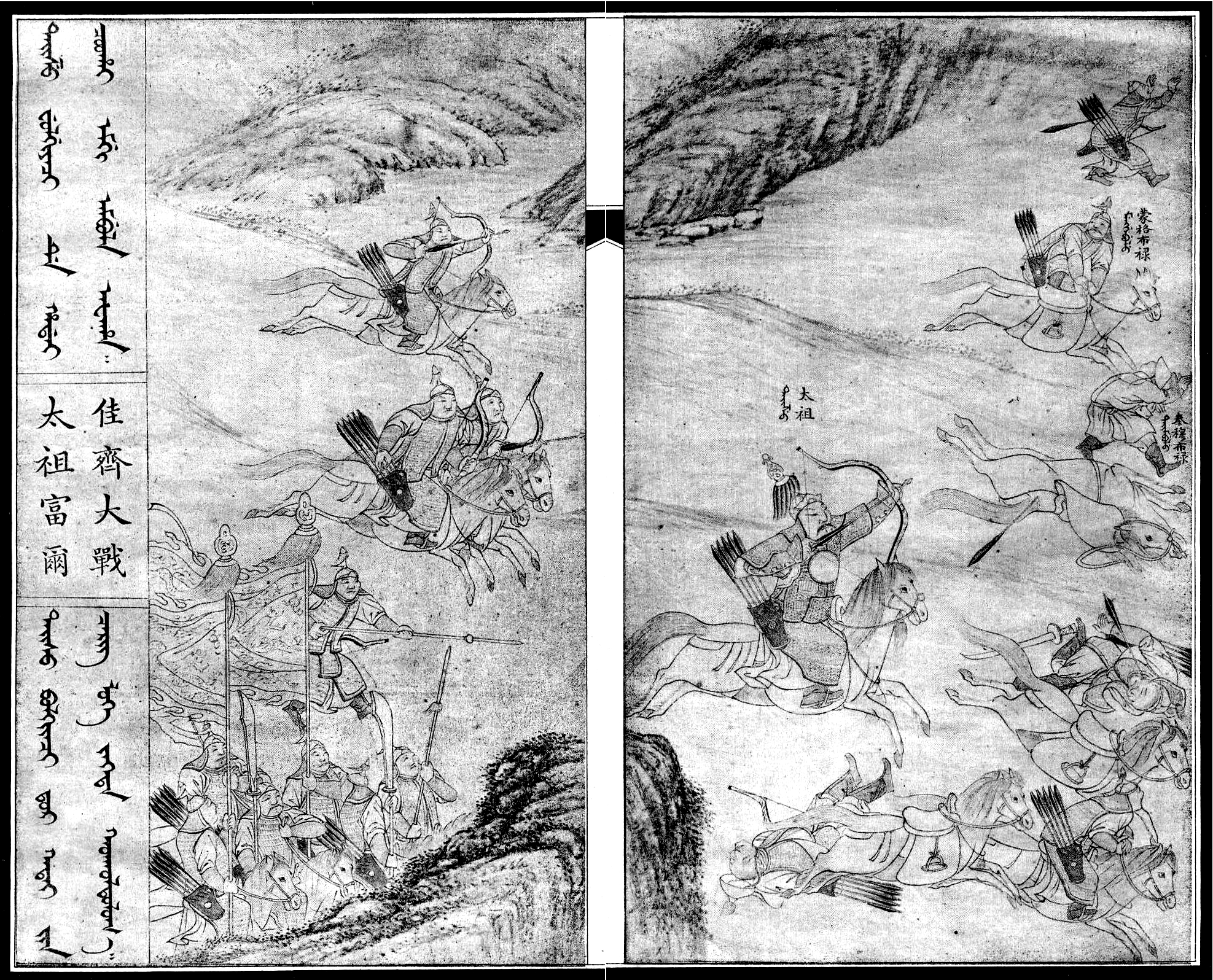
右：ヌルハチ^{中央}、メンゲブル^{右上}、タイムブル^{右中} (『滿洲實錄』巻2「太祖富爾佳齊大戰」)

明万暦21年1593年旧暦6月、イェヘ西城主ベイレブジャイと東城主ナリムブルは、ハダ国主ベイレメンゲブル、ウラ国主マンタイ、ホイファ国主バインダリを糾合し、四国聯合でヌルハチ所領・戶布察フブチャ寨を掠奪した。ヌルハチが兵を率いて追撃し、ハダまで至ったころには、日も暮れ、ハダ兵はすでに城内に戻ってしまっていた。そこでヌルハチは歩兵を伏兵としてのこし、自らは少数の兵を率いてハダ所領・富兒家齊フルギャチ寨を掠奪した。

### 太祖富爾佳齊ニ大戰ス
ハダがフルギャチ掠奪を聞きつけて派兵すると、ヌルハチは率いていた兵を先に駆らせ、自ら殿しんがりとなって敵兵をおびき寄せた。歩兵潜伏地点へ誘導されているとも知らずに、三人の敵騎兵がヌルハチに迫り、刀を振り翳して斬りかかろうとした時、前方からも一騎現れ、刀を振り翳してヌルハチを迎え撃たんとした。
ヌルハチは咄嗟に形勢を察知し、前方右から迫る敵兵に対し、左手にもった弓が馬の頭の右側までくるよう身体を捻り、矢を放った。矢は敵兵の馬の腹に中り、前方の脅威はなくなった。その時、ヌルハチが矢を射る隙に乗じて後ろの三人が一斉に迫った為、ヌルハチの馬が驚いて跳ねた。ヌルハチはあやうく落ちかけたが、右足を鞍にひっかけ、そのまま体勢をなおしざまに一矢むくいた。矢はメンゲブルの馬にあたり、馬はその場に倒れ込んだ。メンゲブルは家来タイムブルの馬に乗り替えて逃げ去り、ヌルハチは騎兵3人と歩兵20人で残党を駆逐し、12人を斬伐、鎧甲6着、馬18匹を鹵獲して撤収した。

## 脚註

### 典拠
1. ↑  “ᡝᠯᠮᡳᠨ elmin”. 满汉大辞典. 遼寧民族出版社. p. 100. "〔名〕额勒敏，清初部落名。"
2. ↑  “ᠵᠠᡴᡡᠮᡠ jakūmu”. 满汉大辞典. 遼寧民族出版社. p. 834. "〔名〕扎库木，清初部落名。"
3. 1 2  “辛卯歲萬曆19年1591 1月1日段319”. 太祖高皇帝實錄. 2
4. 1 2  “辛卯歲萬曆19年1591 段43”. 滿洲實錄. 2
5. 1 2 3  “辛卯歲萬曆19年1591 1月1日段320”. 太祖高皇帝實錄. 2
6. 1 2 3 4 5  “辛卯歲萬曆19年1591 段44”. 滿洲實錄. 2
7. 1 2  “辛卯歲萬曆19年1591 1月1日段321”. 太祖高皇帝實錄. 2
8. 1 2 3  “癸巳歲萬曆21年1593 6月1日段322-323”. 太祖高皇帝實錄. 2
9. 1 2 3  “癸巳歲萬曆21年1593 段45”. 滿洲實錄. 2

### 註釈
1. ↑  ヌルハチはブジャイ・ナリムブルの実妹であるモンゴ･ジェジェを娶った。モンゴ･ジェジェはのちにホン･タイジを産み、直後に病死する。
2. ↑  ハダの第二代国主フルガン死後、その兄弟とフルガンの子ダイシャンの間で勢力争いが起った。フルガンの末弟メンゲブルはその母・温姐がイェヘのブジャイ・ナリムブルの叔母であった繋がりから、イェヘと結託してダイシャンを殺害しようと謀った。
3. ↑  ブジャイの父チンギャヌとナリムブルの父ヤンギヌは、ともに遼東総兵官・李成梁の術策にかかって討滅された。
4. ↑  『愛新覺羅宗譜』冊21(己)、三祖ソオチャンガの孫 (長子・履泰の長子) に「葉臣」なる人物がみえるが、各史料にはヌルハチとの関係性についての記述はなく、詳細不明。『國朝耆獻類徵初編』巻264「將帥4」にみえる「葉臣」は完顔氏で、天命4年帰順のため別人物。
5. ↑  撫順の東に拠るヌルハチに対し、ハダはその北、さらに北にイェヘ、そのまた北にホイファとウラがあった。従って、四国聯合軍を追えば、必然的にはじめに行き着くのはハダ所領となる。
6. ↑  普通、弓は左手に掴み、右手で矢を添える。そのため、騎馬戦において右手側の敵に矢を中てるのは難易度が高い。従ってここでは、ヌルハチが身体を捻って左手に掴んだ弓を右に向け、無理な体勢から右手で矢を放ち、しかもそれを敵の馬に命中させるほどの高度な射的の伎倆を備えていたということを指している。

## 文献

### 實錄
＊中央研究院歴史語言研究所
『清實錄』
- 編者不詳『滿洲實錄』乾隆46年1781 (漢) 
  - 『ᠮᠠᠨᠵᡠ ᡳ ᠶᠠᡵᡤᡳᠶᠠᠨ ᡴᠣᠣᠯᡳmanju i yargiyan kooli』乾隆46年1781 (満) ＊今西春秋訳版
    - 今西春秋『満和蒙和対訳 満洲実録』刀水書房, 昭和13年1938訳, 1992年刊
- 覚羅氏勒德洪『太祖高皇帝實錄』崇徳元年1636 (漢)

### 史書
- 稻葉岩吉『清朝全史』上巻, 早稲田大学出版部, 大正3年1914
- 趙爾巽『清史稿』清史館, 民国17年1928 (漢) ＊中華書局版
- 孟森『清朝前紀』民国19年1930 (漢) ＊商務印書館版

### Web
- 栗林均「モンゴル諸語と満洲文語の資料検索システム」東北大学
- 「明實錄、朝鮮王朝実録、清實錄資料庫」中央研究院歴史語言研究所 (台湾)